# Triplo Autorretrato
Triplo Autorretrato, (Inglês Triple Self-Portrait), é uma pintura do ilustrador norte-americano Norman Rockwell criada para a capa da edição de 13 de fevereiro de 1960 do The Saturday Evening Post.

## Descrição
É uma pintura é um óleo sobre tela medindo 34,5 por 44,5 polegadas (88 cm × 113 cm). Situado em um vazio branco, ele retrata um Rockwell retrovisor sentado em um cavalete produzindo um autorretrato. Um espelho emoldurado a ouro coberto com uma águia é colocado à esquerda em uma cadeira; Rockwell pode ser visto em seu reflexo como um homem magro e de óculos. Na cadeira em frente ao espelho está um copo de Coca-Cola e um livro aberto.
Na tela em frente ao ilustrador há um esboço inacabado de si mesmo em seu estilo de arte idealizado. No lado direito da tela, Rockwell fixou autorretratos de Albrecht Dürer, Rembrandt, Vincent van Gogh e Picasso. Um pedaço de papel com esboços fica à esquerda. No total, são sete autorretratos retratados na obra.

## Ligação externas
- Norman Rockweel Museum

±